# Rod (unidad de longitud)

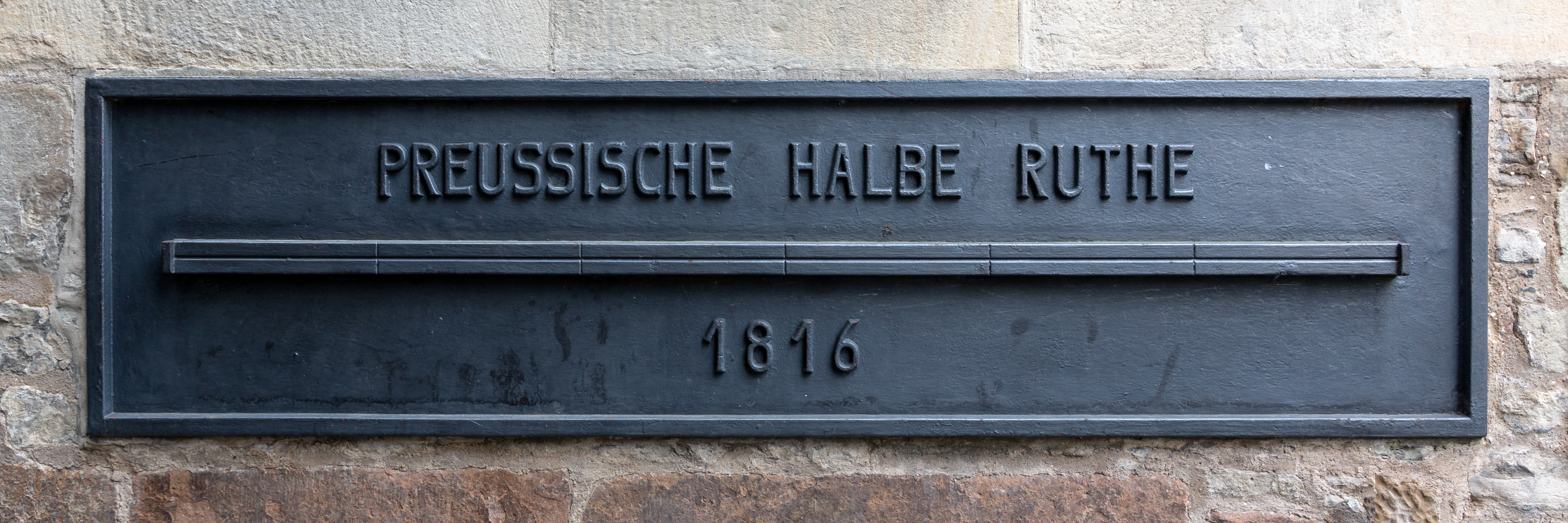

El rod es una unidad de longitud anglosajona que sirve para medir terrenos.

## Etimología y usos
Es conocido también como "perch" o "pole". Sin embargo, aunque su longitud total es la misma (5,5 yardas o 5,0292 metros), a veces se sobreentiende que al utilizar las palabras pole o rod, se esté refiriendo a la longitud, y si se emplea perch se trate de una unidad de área o, en la arquitectura medieval, de una unidad de volumen. Realmente este uso no es del todo correcto, ya que para longitud se debería emplear "pole", "rod" o "perch"; para superficie: "rod", "pole" o "perch" cuadrados; y ninguno de estos términos sería apropiado para volumen.
Aun así, en Sri Lanka el término "perch" sigue siendo un estándar de superficie equivalente a 25 m². Y, en el caso del perch medieval, es el volumen de un muro de mampostería de 1 perch (5,0292 m) de largo, 18 pulgadas (45,72 cm) de alto y 12 pulgadas (30,48 cm) de ancho, lo que es igual a un volumen total de 24,75 ft³ (pies cúbicos) o 0,700841953152 m³ (700,841953152 litros).
Finalmente, en español este término se traduce como vara ("rod") o pértiga ("pole" y "percha"), pero no debe confundirse con la medida de longitud española antigua, llamada vara, que va desde 0,7704 a 0,8380 metros. Por este motivo, en algunas traducciones de libros escritos en inglés (como Los pilares de la Tierra), se ha preferido conservar la palabra inglesa pole, que se refiere tanto a la unidad de longitud como a la vara de hierro de esta longitud que el maestro albañil empleaba para medir. 

## Historia
En Inglaterra, el perch fue, oficialmente, descartado en favor del rod tan temprano como el siglo XV, sin embargo, la costumbre local mantuvo su uso. En el siglo XIII, los perches fueron, diversamente, registrados en longitud de 18 pies (5.49 m), 20 pies (6.1 m), 22 pies (6.71 m) y 24 pies (7.32 m), y aun tan tarde como en 1820, un informe de la Casa de los Comunes notó longitudes de 16 1⁄2 pies (5.03 m), 18 pies (5.49 m), 21 pies (6.4 m), 24 pies (7.32 m) y aun 25 pies (7.62 m). En Irlanda, un perch fue estandarizado a 21 pies (6.4 m), haciendo así, a la cadena, el furlong y la milla irlandesas, proporcionalmente más largos, por 27.27%, que la medida inglesa "estándar". Hasta que, el rey inglés Enrique VIII se apoderó de las tierras de la Iglesia católica en 1536, las medidas de tierra tal como las conocemos, eran, esencialmente, desconocidas. En su lugar era utilizado un sistema narrado de puntos de referencia y listas. Enrique quería subir aun más los fondos para sus guerras así que se apoderó, directamente, de la propiedad de la Iglesia (también asumió las deudas de los monasterios), y tal como James Burke escribió y citó, en el libro "Connections", que el monje inglés Richard Benese "produjo un libro de como topografíar tierra utilizando las simples herramientas de su tiempo, una vara con una cuerda con nudos a ciertos intervalos, encerados y con resina para contrarrestar el mal tiempo". Benese describió poéticamente la medida de un acre en términos de un perch:  
"un acre de bosque, también, de tierra de campo (salud), ambos son siempre cuarenta perch de longitud, y cuatro perch de ancho, aunque un acre de bosque sea más en cuantía [valor, era más valioso comercialmente] que un acre de tierra de campo"  
Cerca de un siglo después, cuando el hierro fue un material más abundante y común, vino la práctica de usar varas de una cadena y un perch de longitud, hechas de una cadena rígida desmontable. Una cadena es una mayor unidad de longitud midiendo 66 pies (20.1168 m), o 22 yardas, o 100 links, o 4 rods (20.1168 m). Hay 10 cadenas o 40 rods en un furlong (octavo de milla), y así 80 cadenas o 320 rods en una milla estatuaria (1760 yardas, 1609.344 m, 1.609344 km); de la cual la definición fue establecida por el topógrafo real John Ogilby (llamado el "sworn viewer") solo después del Gran incendio de Londres (1666).  
Un acre esta definido como el área de 10 cadenas cuadradas (esto es, un área de una cadena por furlong), y deriva de las formas de arados de nueva tecnología y del deseo de topografiar rápidamente tierras apoderadas de la Iglesia en una cantidad de cuadrados para una rápida venta por los agentes de Enrique VIII, los compradores, simplemente, querían saber qué estaban comprando, mientras Enrique estaba recaudando dinero para guerras contra Escocia y Francia. Consecuentemente, la cadena de agrimensor y las varas de agrimensor (el perch) han sido utilizados por varios siglos en Gran Bretaña y en varios otros países influenciados por las prácticas británicas tales como América del Norte y Australia. Para el tiempo de la revolución industrial y la rapidez de venta de tierras, las topografías de canal y ferrocarril, y todos; las varas de agrimensor, tales como las utilizadas por George Washington, fueron, generalmente, hechas de metal dimensionalmente estable (barra eslabonada de fundición de hierro dulce semi-flexible (no acero), tales que los cuatro elementos plegados de una cadena eran fácilmente transportados mediante cepillo y ramas cuando eran cargados por un único hombre de un equipo de topografía. Con una razón directa entre la longitud de una cadena de agrimensor y los lados de ambos, un acre y una milla cuadrada, eran herramientas, comúnmente, utilizadas por topógrafos, solo para bosquejar una línea base trazable en el terreno que sirviera como línea de referencia para triangulaciones instrumentales (teodolito).  
La rod como una medida de topografía fue estandarizada por Edmund Gunter en Inglaterra en 1607, como un cuarto de una cadena (de 66 pies (20.12 m)), o 16 1⁄2 pies (5.03 m) de largo  

### En culturas antiguas
El perch como  una medida lineal en Roma (también decempeda) era de 10 pies (3.05 m), y en Francia variaba de 10 pies (perche romanie) a 22 pies (perche d'arpent - aparentemente 1⁄10 de "el rango de una flecha" - cerca de 220 pies). Para confundir más las cosas, por definición romana antigua, un arpent igualaba 120 pies romanos. La relacionada unidad de medida cuadrada era el scrupulum o decempeda quadrata, equivalente a cerca de 8.76 m2 (94.3 pie2).  

### En Europa Continental
Unidades comparables al perch, pole o rod fueron utilizadas en varios países europeos, con nombres que incluyen:  
| Nombre          | Idioma   |
| --------------- | -------- |
| Perche y canne  | Francés  |
| Ruthe           | Alemán   |
| Canna y pertica | Italiano |
| Pręt            | Polaco   |
| Canna           | Español  |

Estas eran subdivididas en varios diferentes formas, y eran de varias diferentes longitudes.
| Lugar                                                      | Nombre local           | Equivalente local         | Equivalente métrico (m) |
| ---------------------------------------------------------- | ---------------------- | ------------------------- | ----------------------- |
| Aachen                                                     | Feldmeßruthe           | 16 Fuß                    | 4.512N                  |
| Ámsterdam                                                  | Roede                  | 13 Voet                   | 3.681                   |
| Aubenas, Ardèche                                           | canne                  | 8 pans                    | 1.985N                  |
| Baden, Gran Ducado de                                      | Ruthe                  | 10 Fuß                    | 3.0N                    |
| Basel, Cantón de                                           | Ruthe                  | 16 Fuß                    | 4.864N                  |
| Berna, Cantón de                                           | Ruthe                  | 10 Fuß                    | 2.932N                  |
| Barcelona                                                  | canna                  | 8 palmos                  | 1.581N                  |
| Braunschweig                                               | Ruthe                  | 16 Fuß                    | 4.565N                  |
| Bremen                                                     | Ruthe                  | 8 Ellen o 16 Fuß          | 4.626N                  |
| Bruselas                                                   | Ruthe                  | 20 Fuß                    | 4.654N                  |
| Cagliari, Cerdeña                                          | canna                  | 10 palmi                  | 2.322N                  |
| Calenberg, Tierra de                                       | Ruthe                  | 16 Fuß                    | 4.677N                  |
| Cassel, Hesse                                              | Ruthe                  | 14 Fuß                    | 4.026N                  |
| Dinamarca                                                  | Ruthe                  | 10 Fuß                    | 3.138N                  |
| Ginebra, Cantón de                                         | Ruthe                  | 8 Fuß                     | 2.598N                  |
| Hamburgo                                                   | Geestruthe             | 16 Fuß                    | 4.583N                  |
| Hamburgo                                                   | Marschruthe            | 14 Fuß                    | 4.010N                  |
| Hannover                                                   | Ruthe                  | 16 Fuß                    | 4.671N                  |
| Francia                                                    | Perche                 | 3 toises                  | 5.847N                  |
| Francia                                                    | Perche (para bosque)   | 3 2⁄3 toises              | 7.145N                  |
| Génova                                                     | canna                  | 10 palmi                  | 2.5N                    |
| Jever, Oldenburgo                                          | Ruthe                  | 20 Fuß                    | 4.377N                  |
| Mallorca                                                   | canna                  | 8 palmos                  | 1.714N                  |
| Malta                                                      | canna                  | 8 palmi                   | 2.08N                   |
| Mecklenburgo                                               | Ruthe                  | 16 Fuß                    | 4.655N                  |
| Menorca, pero no Mahón                                     | canna                  |                           | 1.599N                  |
| Menorca, ciudad de Mahón                                   | canna                  | 8 palmos                  | 1.714N                  |
| Messina, Sicilia                                           | canna                  | 8 palmi                   | 2.113N                  |
| Montauban, Tarn-et-Garonne                                 | canne                  | 8 pans                    | 1.783N                  |
| Marruecos                                                  | canna                  | 8 palmos                  | 1.714N                  |
| Nápoles                                                    | canna (para ropa)      | 8 palmi                   |                         |
| Nápoles, Reino de: Apulia, Calabria, Eboli, Foggia, Lucera | percha                 | 7 palmi                   | 1.838N                  |
| Nápoles, Reino de: Capua                                   | percha                 | 7+1⁄5 palmi               | 1.892N                  |
| Nápoles, Reino de: Fiano, Nápoles                          | percha                 | 7+1⁄2 palmi               | 2.014N                  |
| Nápoles, Reino de: Caggiano, Cava, Nocera, Rocce, Salerno  | percha                 | 7+2⁄3 palmi               | 1.971N                  |
| Núremberg, Baviera                                         | Ruthe                  | 16 Fuß                    | 4.861N                  |
| Oldenburgo                                                 | Ruthe                  | 20 Fuß                    | 5.927N                  |
| Palermo, Sicilia                                           | canna                  | 8 palmi                   | 1.942N                  |
| Parma                                                      | Pertica                | 6 bracci                  | 3.25N                   |
| Polonia                                                    | Pręt                   | 7+1⁄2 łokci o 10 pręcików | 4.320N                  |
| Prusia, Renania                                            | Ruthe                  | 12 Fuß                    | 3.766N                  |
| Rijnland                                                   | Roede                  | 12 Voet                   | 3.767                   |
| Roma                                                       | canna (para ropa)      |                           | 2N                      |
| Roma                                                       | canna (para edificio)  |                           | 2.234N                  |
| Zaragoza                                                   | canna                  |                           | 2.043N                  |
| Sajonia                                                    | Ruthe                  | 16 Leipziger Fuß          | 4.512N                  |
| Suecia                                                     | Ruthe                  | 16 Fuß                    | 4.748N                  |
| Tortosa                                                    | canna                  |                           | 1.7N                    |
| Toscana, Gran-Ducado de (Florencia, Pisa)                  | canna                  | 5 bracci                  | 2.918N                  |
| Uzès, Gard                                                 | canne                  | 8 pans                    | 1.98N                   |
| Waadt, Cantón de                                           | Ruthe o toise courante | 10 Fuß                    | 3N                      |
| Württemberg                                                | Reichsruthe            | 10 Fuß                    | 2.865N                  |
| Württemberg                                                | viejo Ruthe            | 16 Fuß                    | 4.583N                  |
| Venecia, República de                                      | Pertica                | 6 piedi                   | 2.084N                  |
| Zúrich, Cantón de                                          | Ruthe                  | 10 Fuß                    | 3.009N                  |

Basada en datos de los siguientes
N - Niemann (Quedlinburg y Leipzig - 1830).

### En Gran Bretaña
En Inglaterra, la rod o perch fue primeramente, definida en la ley por la "Composition of Yards and Perches", uno de loes estatutos de fecha incierta del final del siglo XIII y principios del siglo XIV: "tres pedes faciunt ulnam, quinque ulne & dimidia faciunt perticam" (tres pies hacen una yarda, cinco y medio yardas hacen un perch).
La longitud de la cadena fue estandarizada en 1620 por Edmund Gunter a exactamente cuatro rods. Los campos fueron medidos en acres, los cuales eran una cadena (cuatro rods) por un furlong (en el Reino Unido, diez cadenas).
Las barras de metal de un rod de largo fueron utilizadas como estándar de longitud cuando topografiando tierra. La rod estaba aun en uso como una unidad común de medida a mediados del siglo XIX, cuando Henry David Thoreau lo utilizó, frecuentemente, cuando describía distancias en su trabajo, Walden.
En unidades escocesas tradicionales, un rood escoces (ruid en Lowland Scots, ròd en escocés gaélico), también fall, mide 222 pulgadas (6 ells).

### Uso moderno
El rod fue eliminado como unidad de medida legal en el Reino Unido como parte de un proceso de metrificación de diez años que comenzó el 24 de mayo de 1965.
En los US, el rod, junto con la cadena, furlong y milla estatuaria (tal como la pulgada y pie topográfico) están basados en los valores pre-1959 para las "United States customary units" de medición lineal. La Orden Mendenhall de 1893 definió la yarda como, exactamente, 3600⁄3937 metros, con todas las otras unidades de medición lineal, incluyendo el rod, basado en la yarda. En 1959, un acuerdo internacional (el acuerdo internacional de yarda y libra), definió la yarda como la unidad de longitud fundamental en el sistema Imperial / USCU, definida como exactamente 0.9144 metros. Sin embargo, las unidades dichas arriba, cuando son utilizadas en topografía, deben retener sus valores pre-1959, dependiendo de la legislación de cada estado. Para el 2020, hay planes por la "U.S. Natonal Geodetic Survey" y la "National Institute of Standards and Technology" para remplazar la definición de las unidades arriba mencionadas por la definición internacional de 1959 del pie, siendo, exactamente, 0.3048 metros.
A pesar de que ya no esta en uso generalizado, el rod es aún empleado en ciertos campos especializados. En canotaje recreativo, los mapas miden los "portages" (caminos terrestres en los cuales las canoas se debe cargadar) en rods; las canoas típicas son aproximadamente un rod de largo. El término esta también en uso generalizado en la adquisición de paso de servidumbre de oleoductos, ya que las ofertas para un paso de servidumbre son, a menudo, expresados en un "precio por rod".
En el Reino Unido, los tamaños de jardines asignados  en algunas áreas continúan siendo medidos en poles cuadrados, algunas veces siendo referidos por simplificación como poles más que poles cuadrados.
En Vermont, el ancho del derecho de paso por default de autopistas y senderos de estado y pueblo es de tres rods (49.5 pies o 15.0876 m). Los rods pueden también ser encontrados en la descripción legal antigua de extensiones de terreno en los Estados Unidos, siguiendo el  método de "metes and bounds" de topografía de tierra, como se muestra en esta descripción legal actual de bienes raíces:
DESCRIPCION LEGAL: Comenzando 45 rods Este y 44 rods Norte del Sudoeste de la esquina Sudoeste de 1/4 de Sudoeste 1/4; después Norte 36 rods al lugar de comienzo, Manistique Township, Schoolcraft County; Míchigan".

## Área y volumen
Los términos pole, perch, rod y rood han sido utilizados como unidad de área, y percho es también utilizado como una unidad de volumen. Como una unidad de área, una perch cuadrada (el perch siendo estandarizado a igual a 16 1⁄2 pies o 5 1⁄2 yardas) es igual a un rod cuadrado, 30 1⁄4 yarda cuadrada (25.29 metros cuadrados) o 1⁄160 acre. Hay 40 perch cuadrado a un rood (por ejempolo un área rectangular de 40 rods por 1 rod), y 160 perch cuadrado a un acre (por ejemplo un ára rectangular de 40 rods x 4 rods). Esta unidad es, usualmente, referida como un perch o pole, aun cuando perch cuadrado y pole cuadrado fueron fueron los términos más precisos. El rod fue también, algunas veces, utilizada como una unidad de área para referirse a un rood.
Sin embargo, en el sistema tradicional basado en francés en algunos países, 1 perche cuadrado es 42.21 metros cuadrados.
Para agosto del 2013, los perches y roods son utilizados como unidades de topografía gubernamental en Jamaica. Aparecen en muchos documentos de título de propiedad. El perch esta también en uso extensivo en Sri Lanka, siendo favorecido aun sobre el rood y acre en bienes raíces listados ahí. Los perches fueron, informalmente, utilizados como una medida en bienes raíces de Queensland, hasta el principio del siglo XXI, mayormente para propiedades publicadas históricas en viejos suburbios.

### Volumen
Una unidad de volumen tradicional para piedra y otra mampostería. Un perch de mampostería es el volumen de una pared de piedra de un perch (16 1⁄2 pies o 5.03 metros) de largo, 18 pulgadas (45.7 cm) de alto, y 12 pulgadas (30.5 cm) de espesor. Esto es equivalente a exactamente 24 3⁄4 pies cúbicos (0.92 yardas cúbicas; 0.70 metros; 700 litros).
Hay dos medidas diferentes para un perch dependiendo del tipo de mampostería que está siendo construida:
1. Un revestimiento de mampostería es medido por el perch de 24 3⁄4 pies cúbicos (16 1⁄2 pies o 5.03 metros de largo, 18 pulgadas o 45.7 cm de alto, y 12 pulgadas o 30.5 cm de espesor). Esto es equivalente a exactamente 24 3⁄4 pies cúbicos (0.916667 yardas cúbicas; 0.700842 metros cúbicos).
2. Una pared enladrillada o escombros hecha de piedra rota de tamaño, forma y textura irregular, hecho de piedra sin revestir, es medida por la (16 1⁄2 pies o 5.03 metros) de largo, 12 pulgadas (30.5 cm) de alto, y 12 pulgadas (30.5 cm) de espesor. Esto es equivalente a exactamente 16 1⁄2 pies cúbicos (0.611111 yardas cúbicas; 0.467228 metros cúbicos).

## Equivalencias
|                   | Unidad   |
| ----------------- | -------- |
| 0.001041666666666 | leguas   |
| 0.003125          | millas   |
| 0.025             | furlongs |
| 0.25              | cadenas  |
| 1                 | rod      |
| 5.0292            | metros   |
| 5.5               | yardas   |
| 16.5              | pies     |
| 198               | pulgadas |